# 羅斯河
羅斯河（羅馬化：Ros）是烏克蘭北部的河流，為第聶伯河的右支流，河道全長346公里，流域面積12,575平方公里，流經文尼察州、基輔州和切爾卡瑟州，最終注入克列緬丘格水庫。